# Werenowo
Werenowo, Woronów, Werenów (biał. Воранава, trb. Woranawa; hist. Blotno) – osiedle typu miejskiego na Białorusi, w obwodzie grodzieńskim, siedziba rejonu werenowskiego, 32 km od Lidy, 13 km od granicy z Litwą; 6,3 tys. mieszkańców (2010).
Pierwsza wzmianka o mieście pochodzi z roku 1536. Prywatne miasto szlacheckie położone było w końcu XVIII wieku w powiecie lidzkim województwa wileńskiego. W II Rzeczypospolitej miejscowość była siedzibą wiejskiej gminy Werenów.
Podczas okupacji hitlerowskiej, w lipcu 1941 roku Niemcy utworzyli getto dla żydowskich mieszkańców. Przebywało w nim około 3000 osób. 23 maja 1942 roku Niemcy zlikwidowali getto, a Żydów zamordowali, część wywieziono do getta w Lidzie i do obozu koncentracyjnego na Majdanku. 
W mieście działają dwie parafie – rzymskokatolicka (pw. Świętych Apostołów Szymona i Judy Tadeusza) i prawosławna (pw. św. Aleksandra Newskiego). Znajduje się tu kościół księży pallotynów z 1995 roku, stojący w miejscu drewnianego kościoła zburzonego przez komunistów w 1967 roku oraz niewielka cerkiew prawosławna z 2000 r. 80% ludności to katolicy, większość mieszkańców ma pochodzenie polskie. Na werenowskim rynku stoi pomnik Lenina. Miasto ma dogodną komunikację autobusową z Wilnem, Lidą, Mińskiem i Grodnem. Znajduje się tu przystanek kolejowy Werenowo, położony przy linii kolejowej Wilno–Lida.

## Nazwa
Miejscowość współcześnie nosi nazwę białoruską Воранава (trl. Voranava, trb. Woranawa) oraz rosyjską Вороново (trl. Voronovo, trb. Woronowo). Do XVIII w. miejscowość nazywała się Błotno, później stosowane były różne formy nazwy współczesnej: Woronów, Werenów, Woronowo. Po odzyskaniu przez Polskę niepodległości przyjęto dla miejscowości nazwę Woronowo, która to była stosowana urzędowo do 1929 r. – wówczas została zmieniona na formę Werenowo (stosowaną nieformalnie już wcześniej, np. na mapach). Po 1929 r. w publikacjach urzędowych stosowana była wyłącznie forma Werenowo, natomiast w polskich publikacjach współczesnych przeważnie stosowane są nazwy Woronów i Woronowo. Białoruscy Polacy używają głównie nazwy Werenowo.

## Flaga i herb
Flaga i herb Werenowa zostały ustanowione 17 lipca 2006 zarządzeniem prezydenta Białorusi nr 455.

## Liczba ludności
- 1865 – 468 osób, w tym 333 Żydów, 117 katolików, 18 prawosławnych[11],
- 1905 – 500[12]
- 1921 – 1232
- 1976 – 3,6 tys.
- 1990 – 6,8 tys.
- 1996 – 6,7 tys.
- 2004 – 6,6 tys.
- 2005 – 6559
- 2006 – 6498
- 2007 – 6,4 tys.
- 2008 – 6,4 tys.

## Galeria

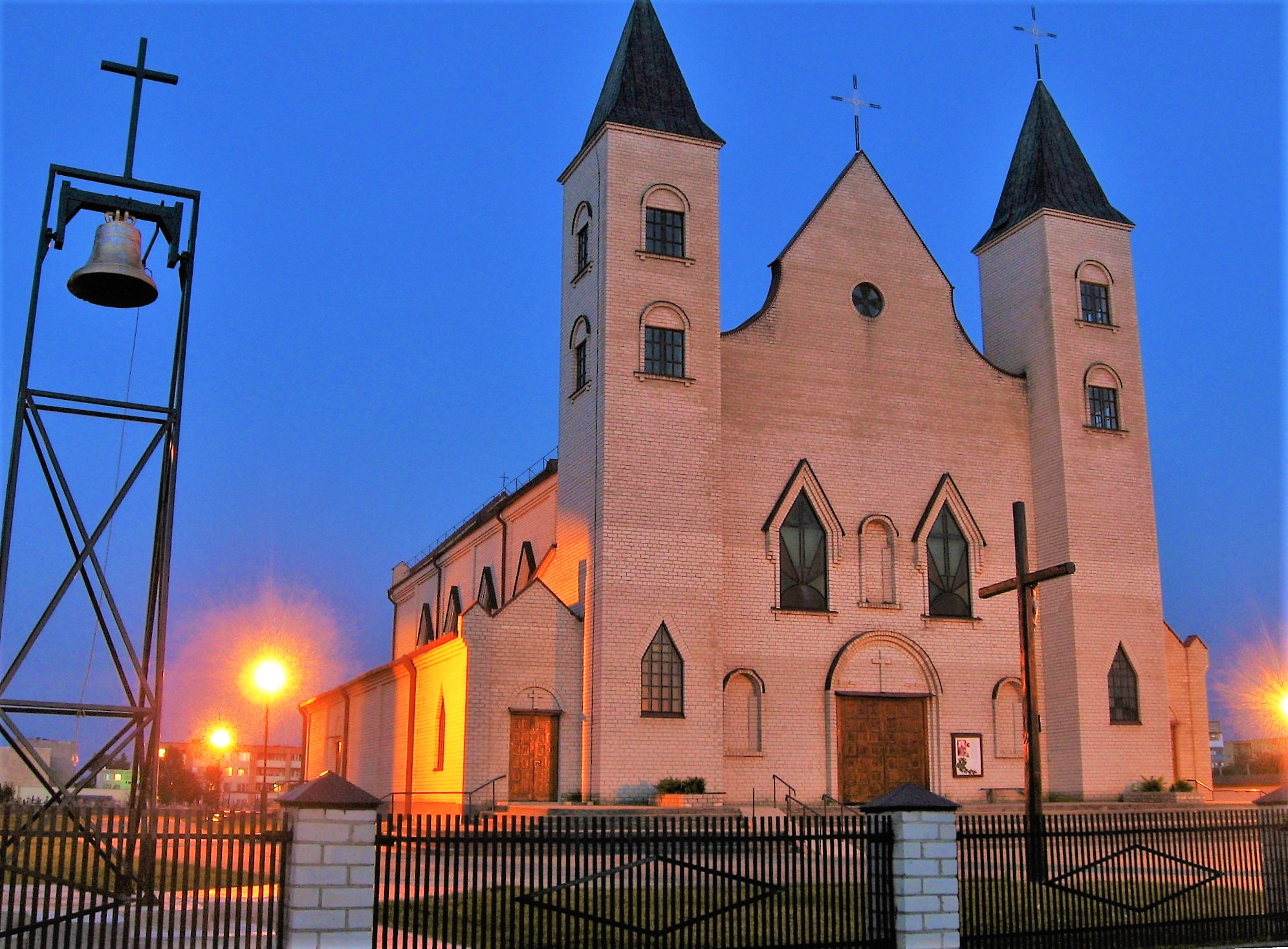
Kościół Miłosierdzia Bożego
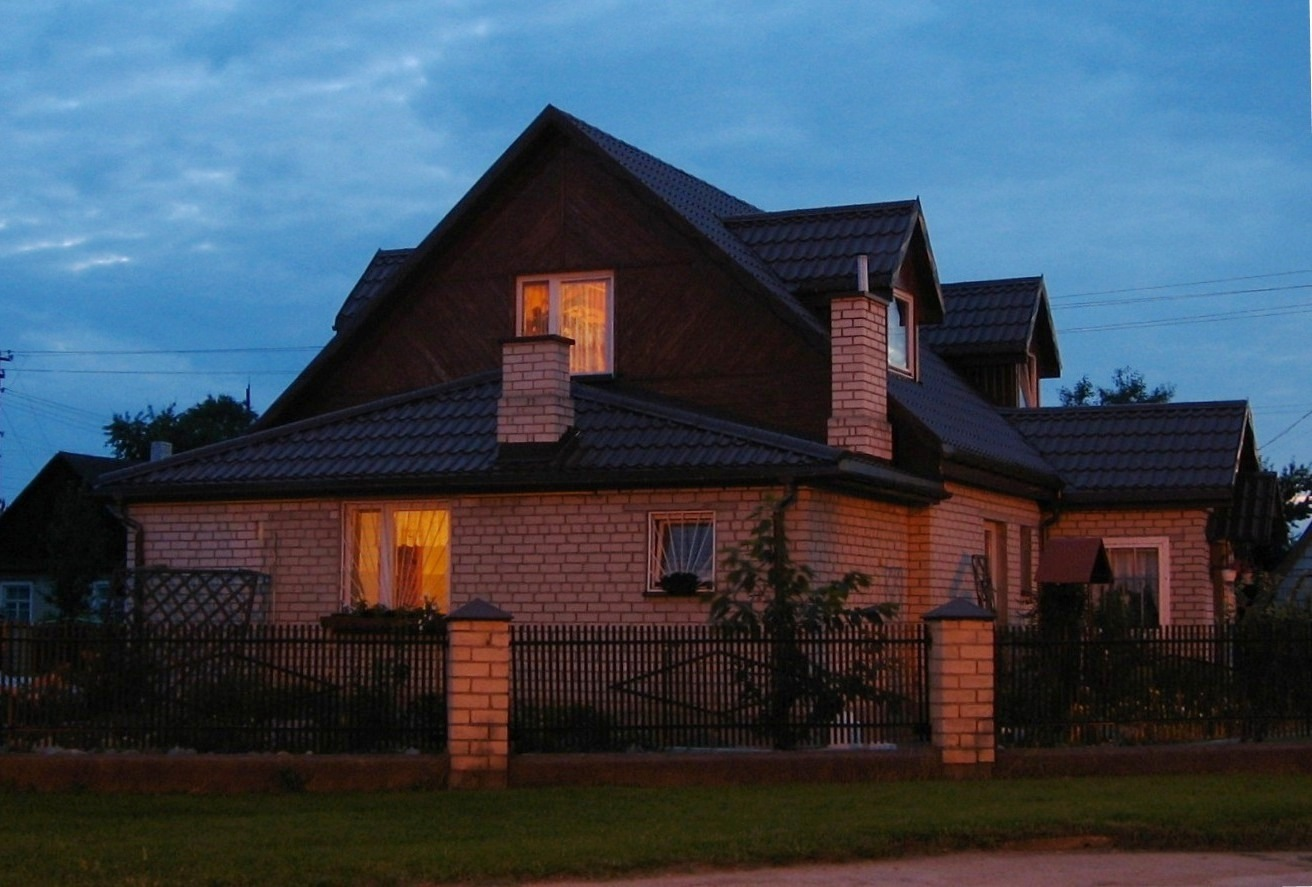
Dom sióstr pallotynek
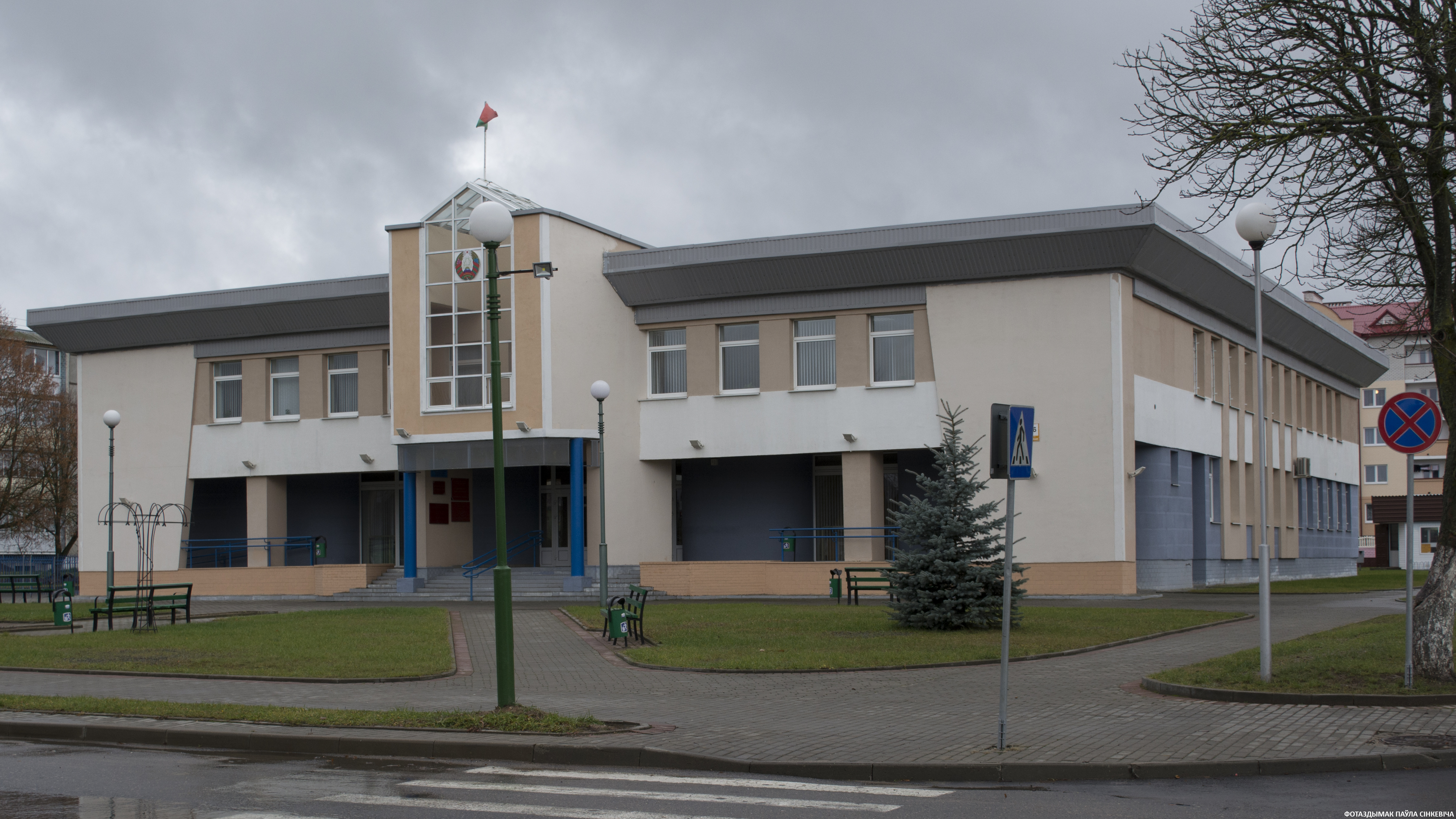
Sąd Rejonowy w Woronowie
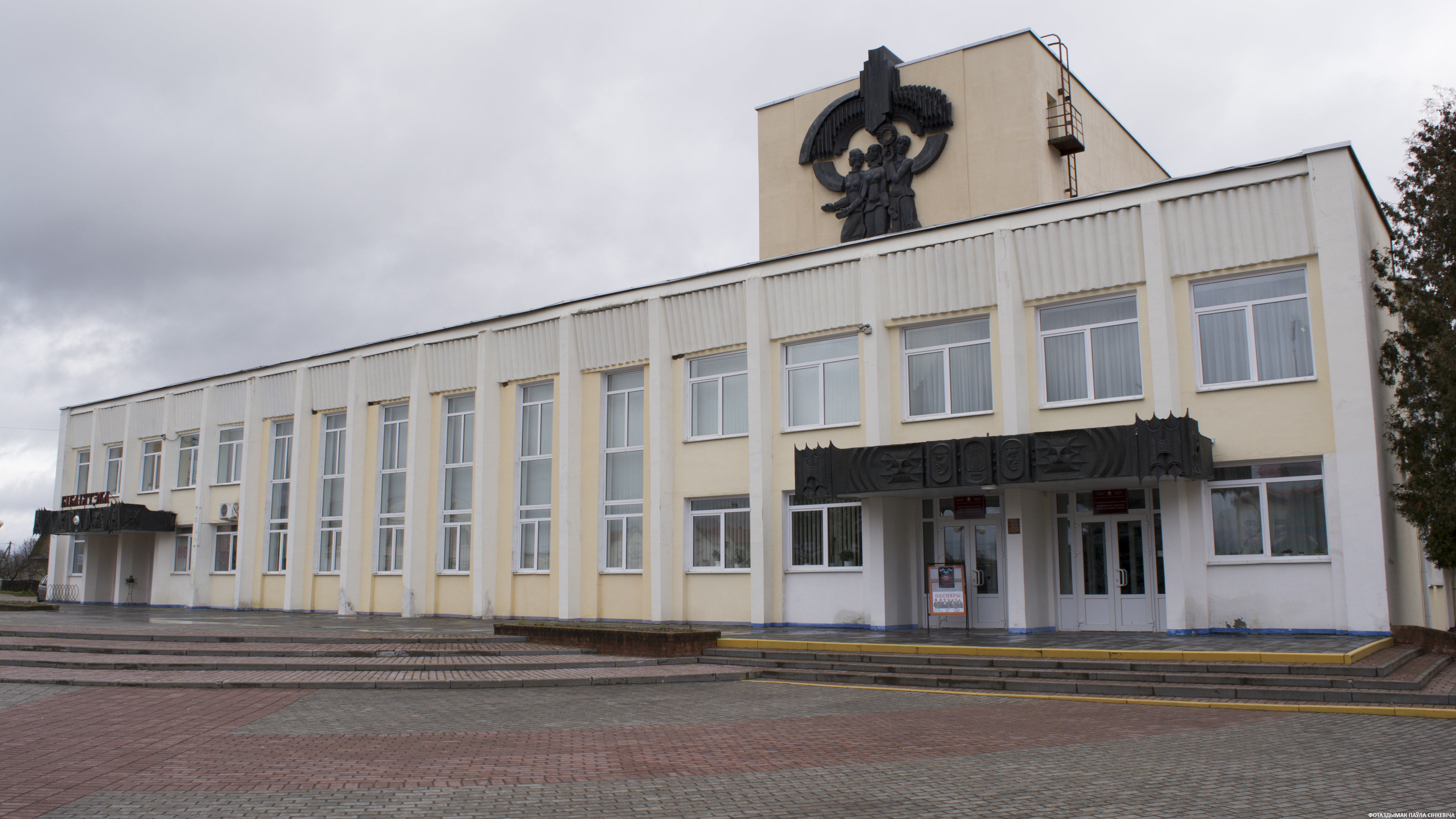
Rejonowy Dom Kultury
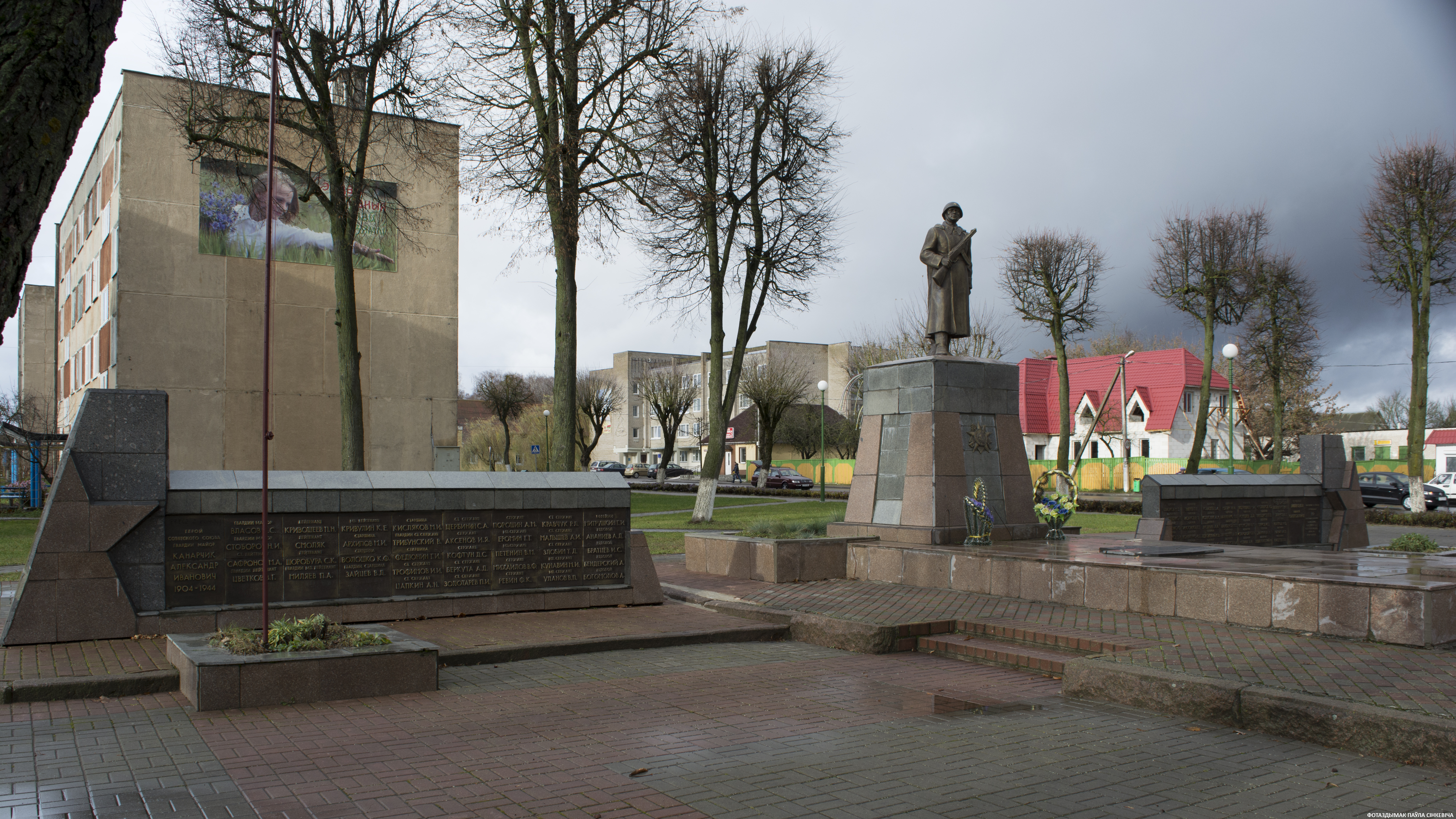
Masowy grób i pomnik Nieznanego Żołnierza
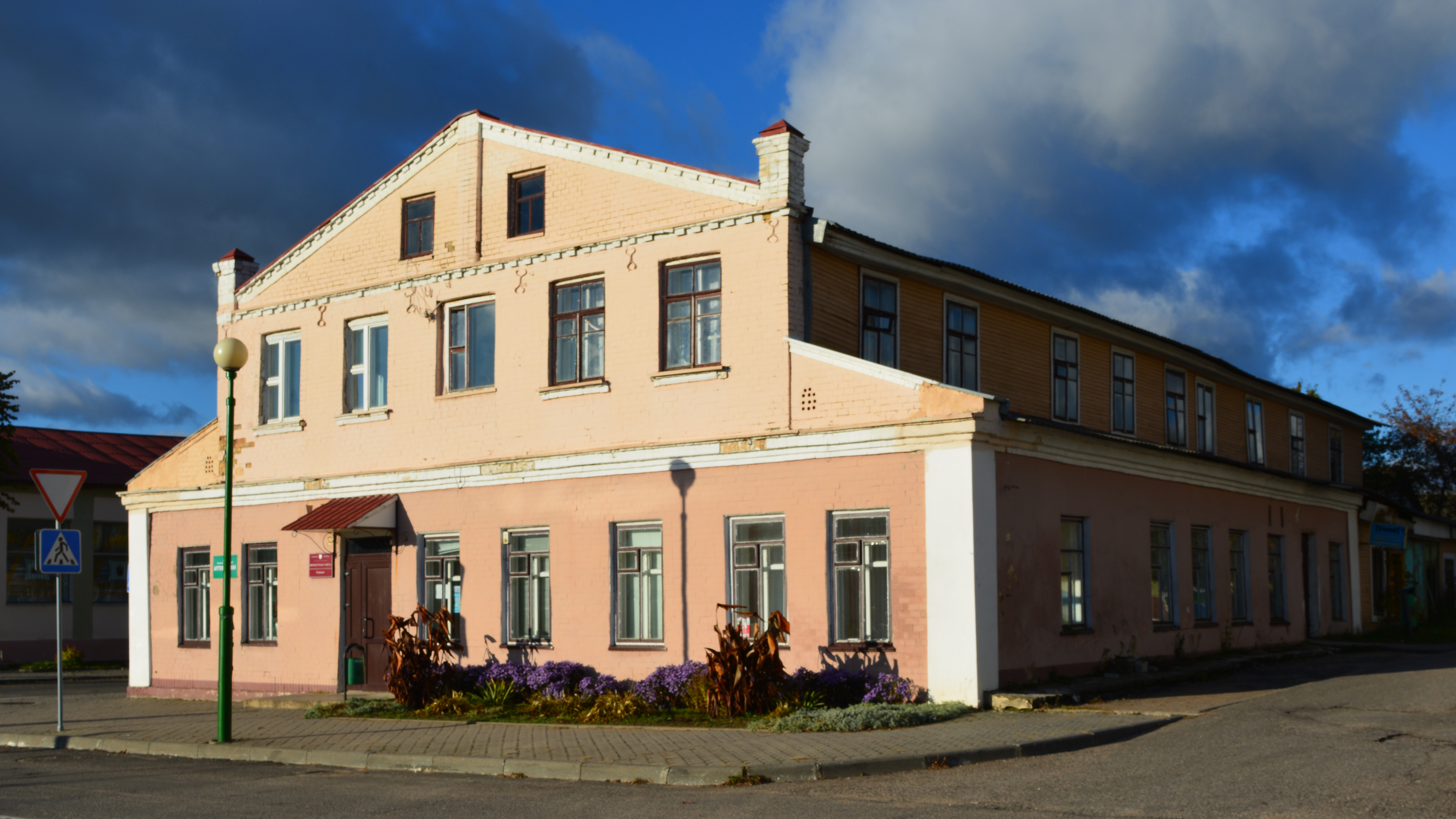
Budynek redakcji
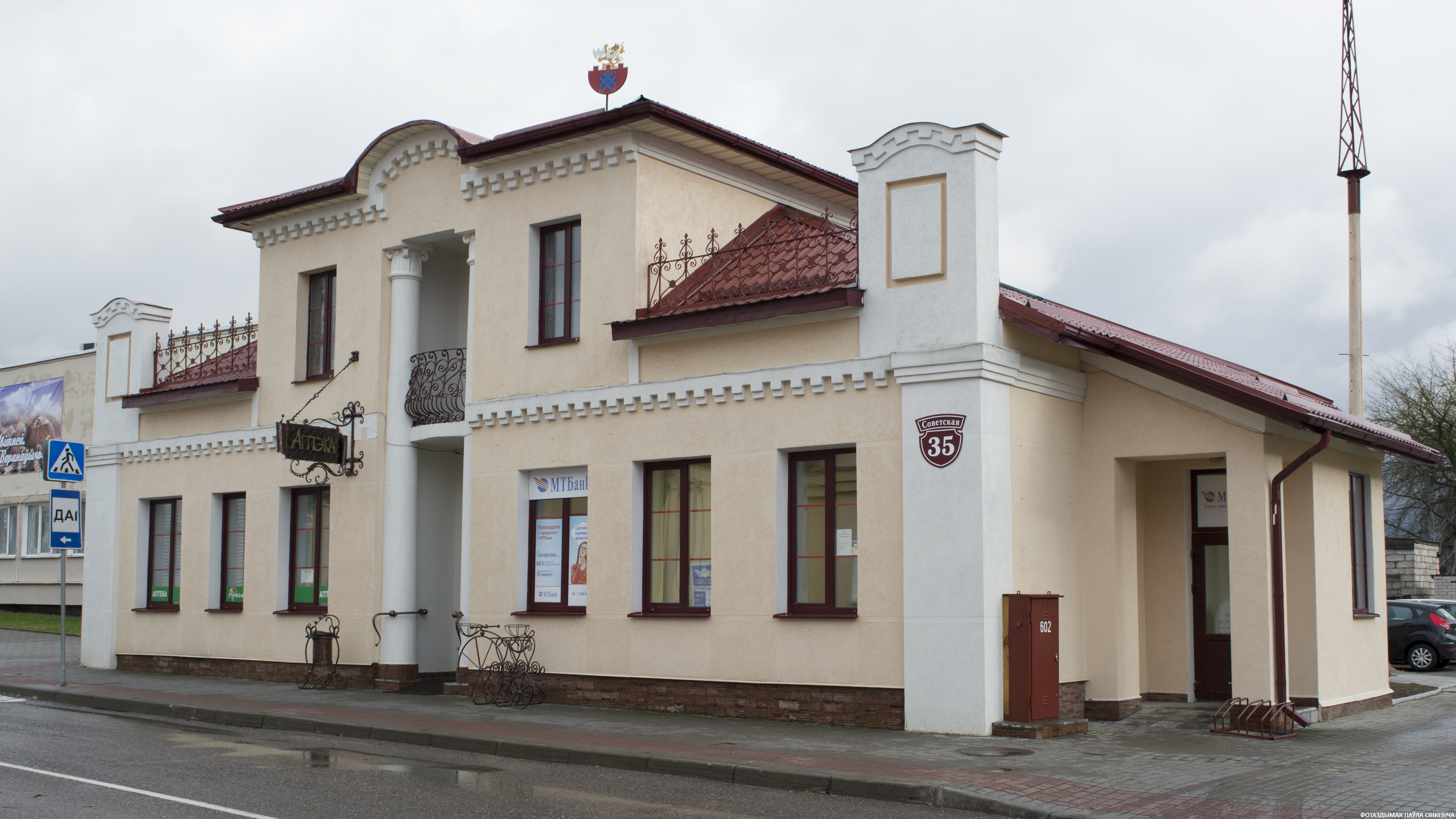
Dom aptekarza
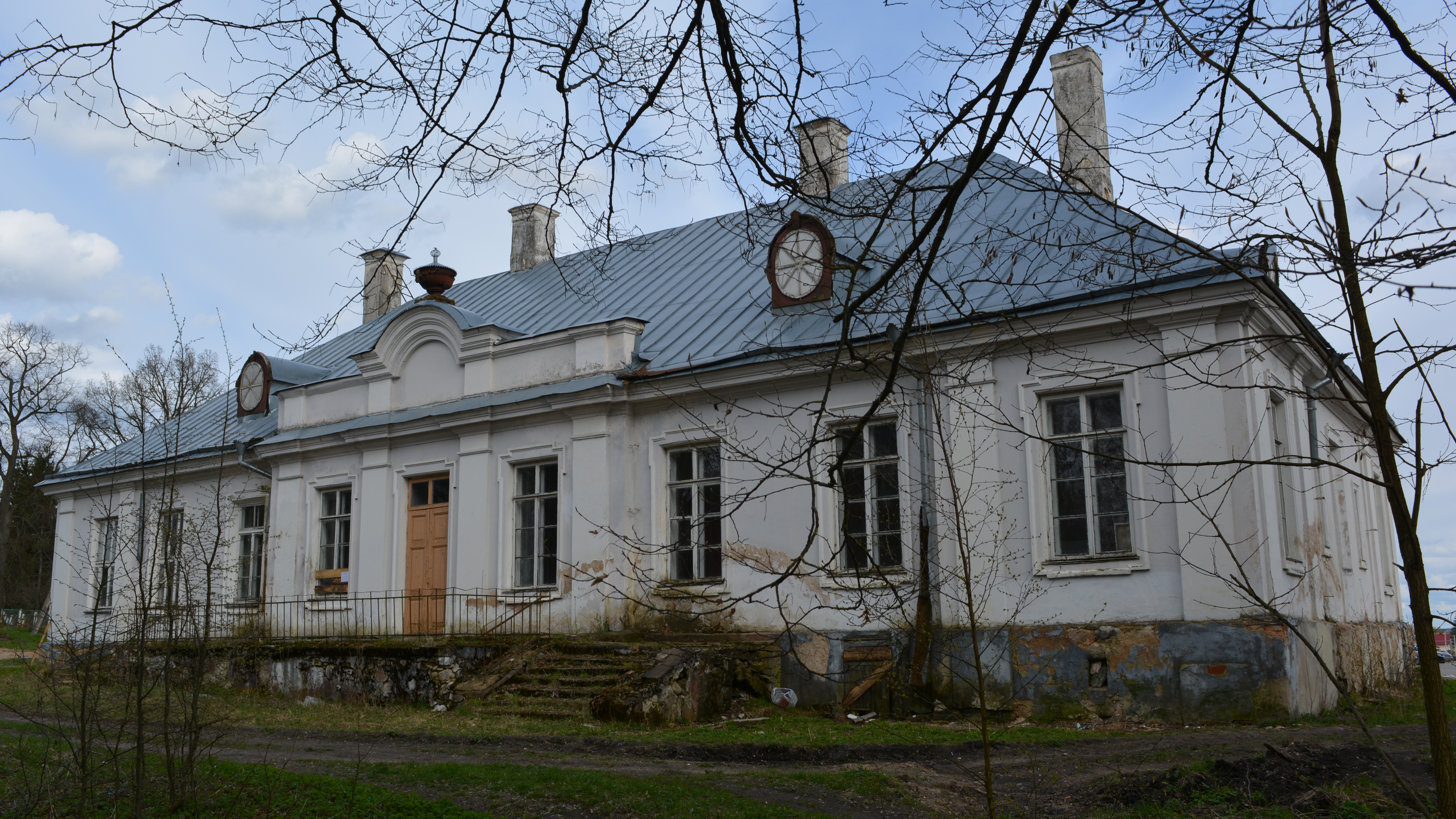
Pałac Scipio del Campo
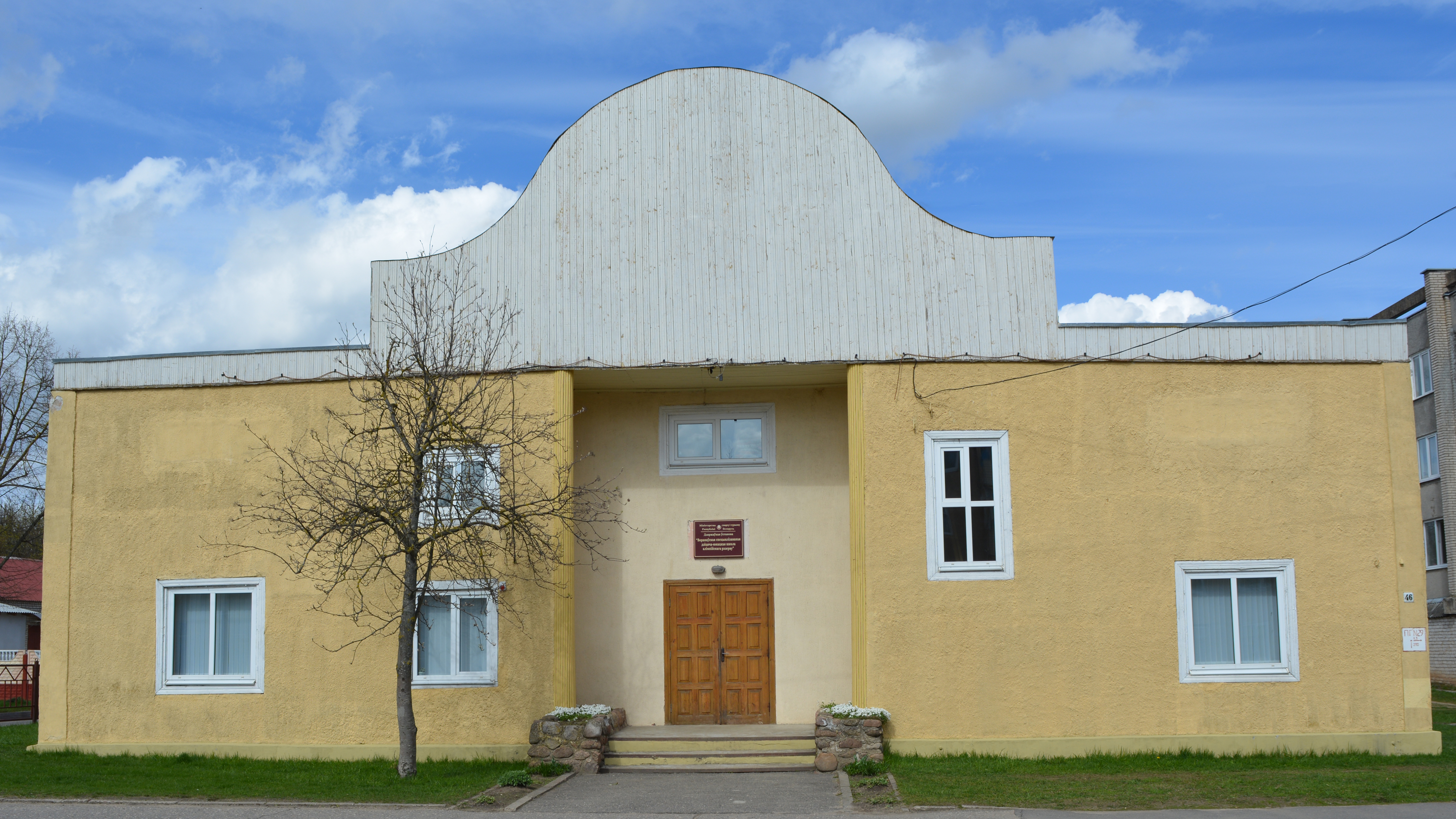
Dziecięca szkoła sportowa (dawna synagoga)
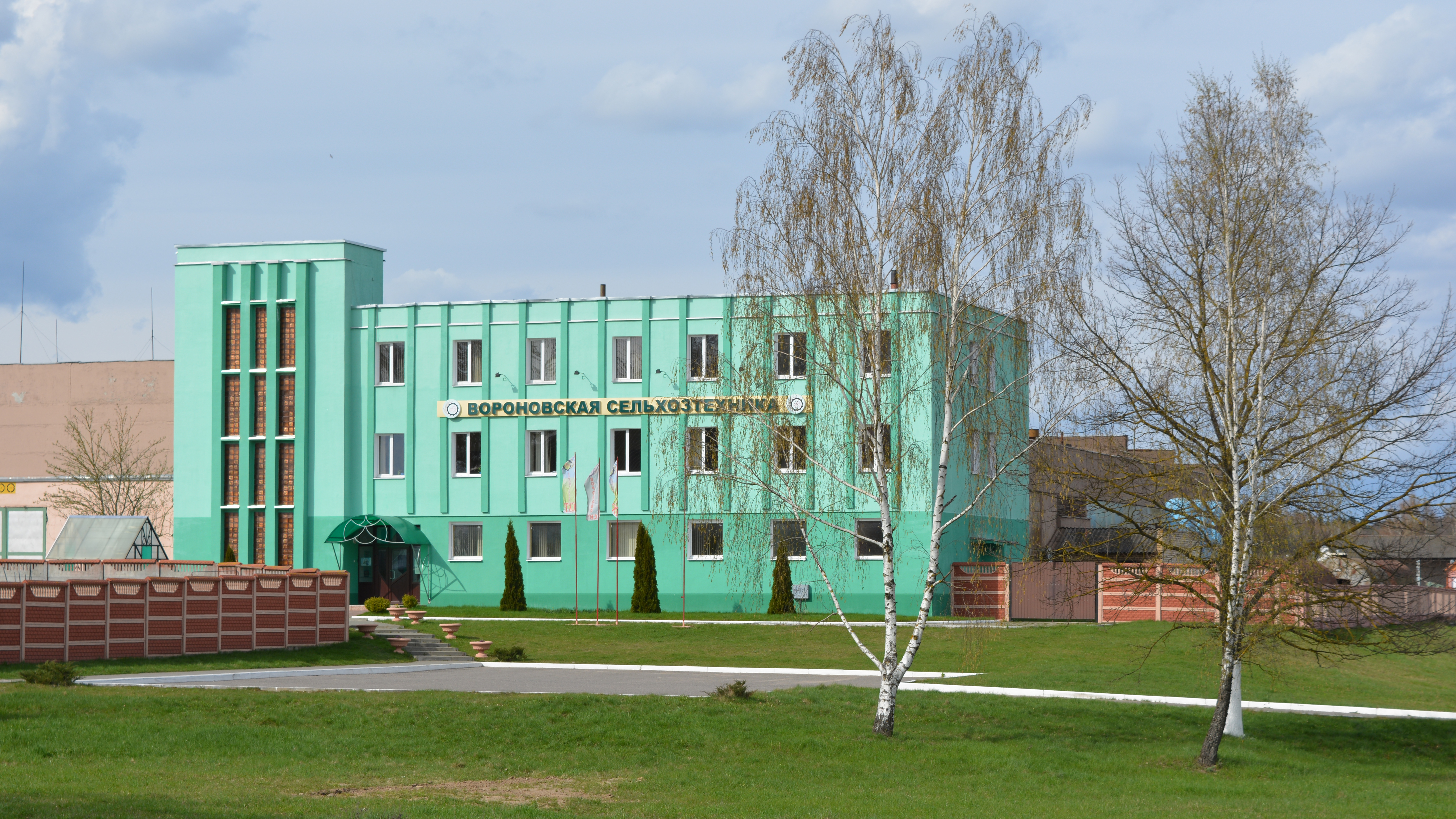
Sielchoztechnika w Woronowie
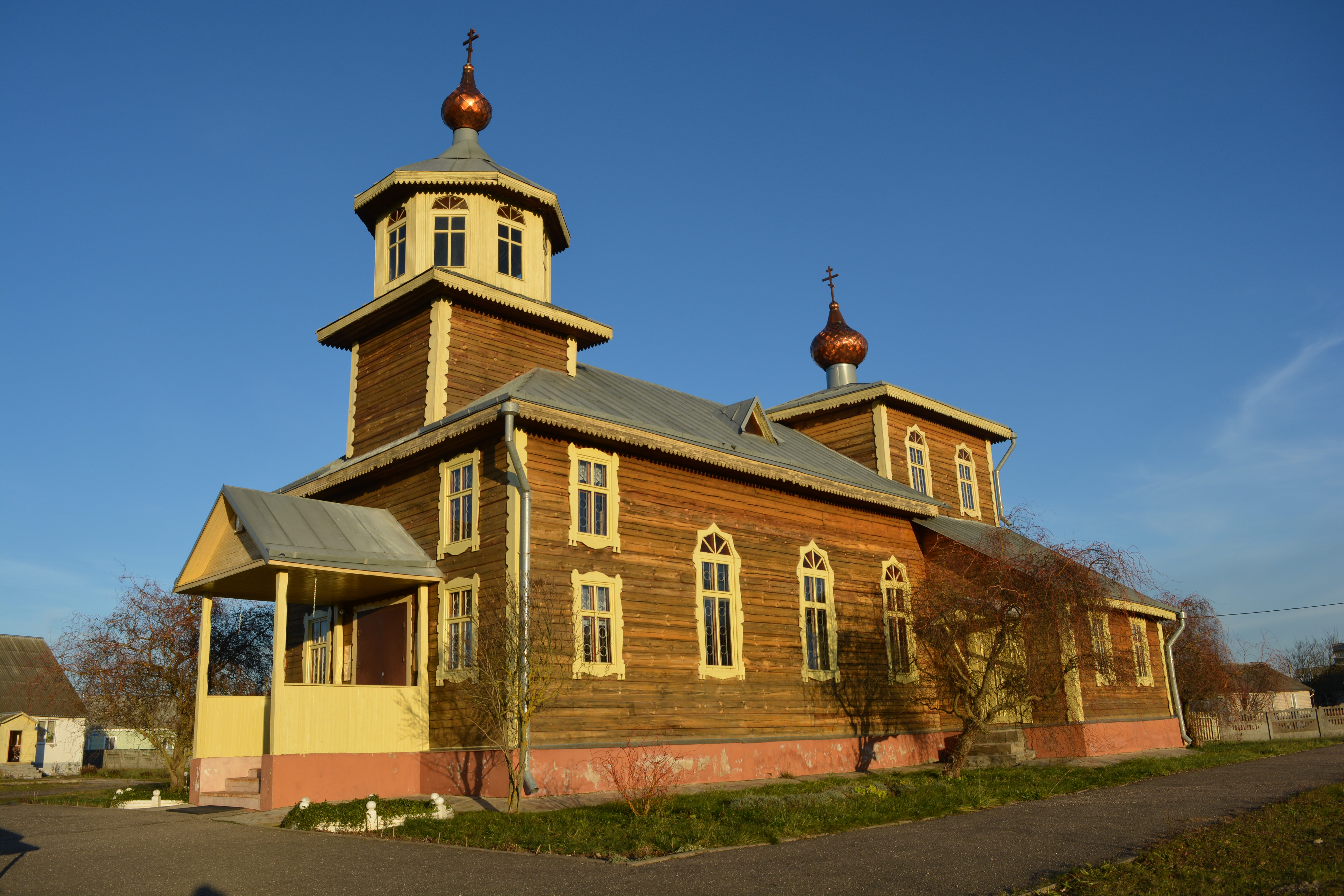
Cerkiew św. Aleksandra Newskiego
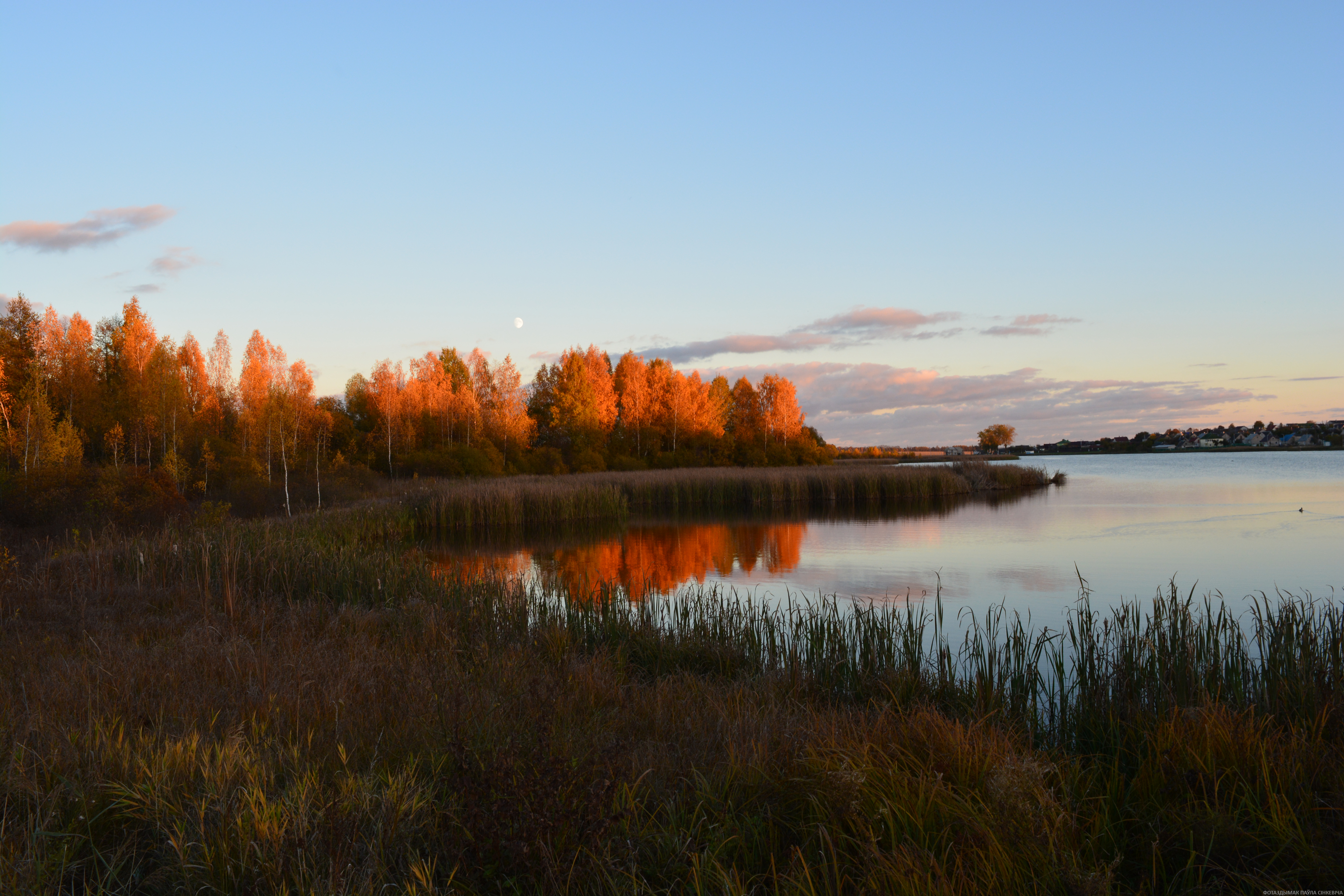
Jezioro Woronowskie